# Peperomia beccarii
Peperomia beccarii är en pepparväxtart som beskrevs av C. Dc.. Peperomia beccarii ingår i släktet peperomior, och familjen pepparväxter. Inga underarter finns listade i Catalogue of Life.